# Liste des sénateurs de l'Isère
L'Isère est représentée au Sénat par cinq sénateurs de la série 1.

## Liste des sénateurs sous laIIIeRépublique

### Sénateurs de 1876 à 1879
| Début de mandat | Groupe | Sénateur                     | Image | Parti |
| --------------- | ------ | ---------------------------- | ----- | ----- |
| 1876            |        | M. Marc Antoine Brillier     |       |       |
| 1876            |        | M. Joseph Eymard-Duvernay    |       |       |
| 1876            |        | M. François Michal-Ladichère |       |       |

### Sénateurs de 1879 à 1888
| Début de mandat | Groupe | Sénateur                     | Image | Parti |
| --------------- | ------ | ---------------------------- | ----- | ----- |
| 1876            |        | M. Joseph Eymard-Duvernay    |       |       |
| 1876            |        | M. François Michal-Ladichère |       |       |
| 1879            |        | M. Abel-Antoine Ronjat       |       |       |

- M. Joseph Marion de Faverges a remplacé M. François Michal-Ladichère, mort le 16 octobre 1884.
- M. Jean Couturier a remplacé M. Abel-Antoine Ronjat, qui a démissionné le 25 novembre 1884.

### Sénateurs de 1888 à 1897
| Début de mandat | Groupe | Sénateur                     | Image | Parti |
| --------------- | ------ | ---------------------------- | ----- | ----- |
| 1885            |        | M. Jean Couturier            |       |       |
| 1885            |        | M. Joseph Marion de Faverges |       |       |
| 1888            |        | M. Édouard Rey               |       |       |

- M. Léonce-Émile Durand-Savoyat a remplacé M. Joseph Marion de Faverges, mort le 1er décembre 1890.
- M. Mathias Saint-Romme a remplacé M. Jean Couturier, mort le 16 août 1894.

### Sénateurs de 1897 à 1906
| Début de mandat | Groupe | Sénateur                       | Image | Parti |
| --------------- | ------ | ------------------------------ | ----- | ----- |
| 1897            |        | M. Antonin Dubost              |       |       |
| 1891            |        | M. Léonce-Émile Durand-Savoyat |       |       |
| 1888            |        | M. Édouard Rey                 |       |       |

- M. Mathias Saint-Romme a remplacé M. Antoine Théry (sénateur inamovible), mort le 28 décembre 1896 et devient donc le 4e sénateur de l'Isère.
- M. Camille Jouffray a remplacé M. Édouard Rey, mort le 3 avril 1901.
- M. Gustave Rivet a remplacé M. Léonce-Émile Durand-Savoyat, mort le 17 mai 1903.

### Sénateurs de 1906 à 1920
| Début de mandat | Groupe | Sénateur               | Image | Parti |
| --------------- | ------ | ---------------------- | ----- | ----- |
| 1897            |        | M. Antonin Dubost      |       |       |
| 1901            |        | M. Camille Jouffray    |       |       |
| 1903            |        | M. Gustave Rivet       |       |       |
| 1897            |        | M. Mathias Saint-Romme |       |       |

### Sénateurs de 1920 à 1924
| Début de mandat | Groupe | Sénateur          | Image | Parti |
| --------------- | ------ | ----------------- | ----- | ----- |
| 1897            |        | M. Antonin Dubost |       |       |
| 1920            |        | M. Léon Perrier   |       |       |
| 1903            |        | M. Gustave Rivet  |       |       |
| 1920            |        | M. Joseph Vallier |       |       |

- M. Claude Rajon a remplacé M. Antonin Dubost, mort le 15 avril 1921.

### Sénateurs de 1924 à 1933
| Début de mandat | Groupe | Sénateur          | Image | Parti |
| --------------- | ------ | ----------------- | ----- | ----- |
| 1924            |        | M. Joseph Brenier |       |       |
| 1920            |        | M. Léon Perrier   |       |       |
| 1921            |        | M. Claude Rajon   |       |       |
| 1920            |        | M. Joseph Vallier |       |       |

- M. Claude Rajon décède le 3 octobre 1932, il n'aura pas de remplaçant.

### Sénateurs de 1933 à 1941
| Début de mandat | Groupe | Sénateur          | Image | Parti |
| --------------- | ------ | ----------------- | ----- | ----- |
| 1933            |        | M. Robert Belmont |       |       |
| 1920            |        | M. Léon Perrier   |       |       |
| 1933            |        | M. Joseph Serlin  |       |       |
| 1920            |        | M. Joseph Vallier |       |       |

- M. Joseph Paganon a remplacé M. Joseph Vallier, mort le 26 août 1935.
- M. Louis Guyonnet a remplacé M. Joseph Paganon, mort le 2 novembre 1937.

## Liste des sénateurs sous laIVeRépublique

### Sénateurs de 1946 à 1948
| Début de mandat | Groupe | Sénateur        | Image | Parti |
| --------------- | ------ | --------------- | ----- | ----- |
| 1946            | COM    | M. Claude Naime |       | PCF   |
| 1946            | MRP    | M. Jean Novat   |       | MRP   |
| 1946            | SOC    | M. Alfred Paget |       | SFIO  |

### Sénateurs de 1948 à 1955
| Début de mandat | Groupe | Sénateur         | Image | Parti |
| --------------- | ------ | ---------------- | ----- | ----- |
| 1948            | GD-RGR | M. Jean Berthoin |       |       |
| 1946            | MRP    | M. Jean Novat    |       | MRP   |
| 1946            | SOC    | M. Alfred Paget  |       | SFIO  |

### Sénateurs de 1955 à 1959
| Début de mandat | Groupe  | Sénateur               | Image | Parti |
| --------------- | ------- | ---------------------- | ----- | ----- |
| 1948            | GD-RGR  | M. Jean Berthoin       |       | PRRRS |
| 1955            | Radical | M. Jean-Baptiste Dufeu |       | PRRRS |
| 1955            | SOC     | M. Paul Mistral        |       | SFIO  |

## Liste des sénateurs sous laVeRépublique

### Sénateurs de 1959 à 1965
| Début de mandat | Groupe | Sénateur               | Image | Parti |
| --------------- | ------ | ---------------------- | ----- | ----- |
| 1948            | GD     | M. Jean Berthoin       |       |       |
| 1955            | GD     | M. Jean-Baptiste Dufeu |       |       |
| 1955            | SOC    | M. Paul Mistral        |       | SFIO  |

### Sénateurs de 1965 à 1974
| Début de mandat | Groupe | Sénateur               | Image | Parti |
| --------------- | ------ | ---------------------- | ----- | ----- |
| 1948            | GD     | M. Jean Berthoin       |       |       |
| 1955            | GD     | M. Jean-Baptiste Dufeu |       |       |
| 1955            | SOC    | M. Paul Mistral        |       | PS    |

### Sénateurs de 1974 à 1983
| Début de mandat | Groupe | Sénateur         | Image | Parti |
| --------------- | ------ | ---------------- | ----- | ----- |
| 1974            | COM    | M. Paul Jargot   |       | PCF   |
| 1955            | SOC    | M. Paul Mistral  |       | PS    |
| 1974            | RASNAG | M. Pierre Perrin |       | SE    |

- M. Raymond Espagnac a remplacé M. Paul Mistral, mort le 29 août 1981.

### Sénateurs de 1983 à 1992
| Début de mandat | Groupe | Sénateur              | Image | Parti   |
| --------------- | ------ | --------------------- | ----- | ------- |
| 1983            | RI     | M. Jean Boyer         |       | UDF-PR  |
| 1983            | RI     | M. Guy-Pierre Cabanel |       | UDF-PR  |
| 1983            | RPR    | M. Charles Descours   |       | RPR     |
| 1983            | UC     | M. Jean Faure         |       | UDF-CDS |

### Sénateurs de 1992 à 2001
| Début de mandat | Groupe  | Sénateur              | Image | Parti   |
| --------------- | ------- | --------------------- | ----- | ------- |
| 1983            | RI      | M. Jean Boyer         |       | UDF-PR  |
| 1983            | RI RDSE | M. Guy-Pierre Cabanel |       | UDF-PR  |
| 1983            | RPR     | M. Charles Descours   |       | RPR     |
| 1983            | UC      | M. Jean Faure         |       | UDF-CDS |

### Sénateurs de 2001 à 2011
| Début de mandat | Groupe      | Sénateur          | Image | Parti |
| --------------- | ----------- | ----------------- | ----- | ----- |
| 2001            | CRC CRC-SPG | Mme Annie David   |       | PCF   |
| 1983            | UMP         | M. Jean Faure     |       | UMP   |
| 2001            | SOC         | M. Louis Mermaz   |       | PS    |
| 2001            | UMP         | M. Bernard Saugey |       | UMP   |

### Sénateurs de 2011 à 2017
| Début de mandat  | Groupe | Sénateur       | Image | Parti |
| ---------------- | ------ | -------------- | ----- | ----- |
| 2011             |        | Jacques Chiron |       | PS    |
| 2001             |        | Annie David    |       | PCF   |
| 2001             |        | Bernard Saugey |       | UMP   |
| 2011             |        | Michel Savin   |       | UMP   |
| 2011-2014 ; 2017 |        | André Vallini, |       | PS    |
| 2014-2017        |        | Éliane Giraud  |       | PS    |

### Sénateurs de 2017 à 2023
| Début de mandat  | Groupe | Sénateur           | Image | Parti |
| ---------------- | ------ | ------------------ | ----- | ----- |
| 2017             |        | Didier Rambaud     |       | REM   |
| 2017             |        | Guillaume Gontard  |       | DVG   |
| 2017             |        | Frédérique Puissat |       | LR    |
| 2011             |        | Michel Savin       |       | LR    |
| 2011-2014 ; 2017 |        | André Vallini      |       | PS    |

### Sénateurs de 2023 à 2029
| Début de mandat | Groupe | Sénateur           | Image | Parti    |
| --------------- | ------ | ------------------ | ----- | -------- |
| 2017            | RDPI   | Didier Rambaud     |       | RE       |
| 2017            | EST    | Guillaume Gontard  |       | app.EÉLV |
| 2017            | REP    | Frédérique Puissat |       | LR       |
| 2011            | REP    | Michel Savin       |       | LR       |
| 2023            | REP    | Damien Michallet   |       | LR       |